# トタテグモ
トタテグモ（戸閉蜘蛛、戸立蜘蛛、蝰蟷、螲蟷、Ctenizidae）は、原始的なクモ類である。トンネル状の巣の入り口に扉をつけることからその名がある。カネコトタテグモ科(Antrodiaetidae)とトタテグモ科(Ctenizidae)に属する種を指すが、主としてトタテグモ科に属するクモである。地中に穴を掘り、その入り口に扉を付けることが特徴である。

## 巣の形態
日本で最も普通の種は、キシノウエトタテグモ Latouchia swinhoei typica である。本州中部以南に分布し、人家周辺にも普通に生息する。コケの生えたようなところが好きである。地面に真っすぐに穴を掘るか、斜面に対してやや下向きに穴を掘る。穴は深さが約10cm程度、内側は糸で裏打ちされる。巣穴の入り口にはちょうどそれを隠すだけの楕円形の蓋がある。蓋は上側で巣穴の裏打ちとつながっている。つながっている部分は狭く、折れ曲がるようになっていて、ちょうど蝶番のようになる。蓋は、巣穴と同じく糸でできている。そのため、裏側は真っ白だが、表側には周囲と同じような泥や苔が張り付けられているため、蓋を閉めていると、回りとの見分けがとても難しい。
クモ本体は体長15mmくらい。触肢が歩脚と見かけ上区別できないので十本足に見える。これは原始的なクモ類に共通する。鋏角は鎌状で、大きく発達していて、穴掘りに使用する。全身黒紫色で、腹部にはやや明るい色の矢筈（やはず）模様がある。クモは巣穴の入り口におり、虫が通りかかると、飛び出して捕まえ、巣穴に引きずり込んで食べる。大型動物が近づくと、蓋を内側から引っ張って閉じる。さらに接近すると、巣穴の奥に逃げ込む。巣穴の奥に産卵し、子供としばらくを過ごす。子供は巣穴を出てから空を飛ぶことなく、歩いて住みかを探す。
オキナワトタテグモは沖縄本島に、さらに周辺諸島ではそれぞれ固有種が分化している。
同じように地中に穴を歩って巣を作り、入り口に扉をつけるものにキムラグモがあるが、巣穴の裏打ちに糸を使用しない点が異なる。
両開きの扉を作るものもある。カネコトタテグモ科に属するもので、日本では本州の固有種であるカネコトタテグモが含まれる。多くは苔の生えた斜面に巣穴を掘る。その巣穴の入り口は、左右に開くようになっているが、キシノウエトタテグモの場合のように、蝶番部がはっきりしている訳ではないので、あまり扉らしくは見えない。閉じている時には、中央に、縦に閉じ目がわずかに見えるが、蓋の表面は周囲と同じ苔などで覆われ、発見するのは大変困難である。北海道のエゾトタテグモも同様の巣を作る。
近縁なものであるが、生息環境が変わっているのが、キノボリトタテグモである。このクモは、ほかの仲間と異なり、巣穴を掘らない。苔むした樹や、岩の上に生息し、樹皮や岩の上に、指貫き状の短い袋を糸で作る。そしてその口に一枚扉をつける。蓋の表と同様に、巣の表面にも周囲の苔や泥などをつけるため、発見はやはり難しい。クモは蓋の裏側に留まっており、餌が通りかかるのを待っている。蓋を無理やり開けてやると、蓋の裏側に身を縮めて留まっているのが見える。神社など、古い森林に見つかるが、近年は減少が著しい。

## その他
キシノウエトタテグモには、冬虫夏草の一種であるクモタケがよく寄生する。クモタケがクモに寄生すると、巣穴の底で死んだクモからキノコの子実体が伸び、扉を押し上げて地上にその姿を現す。キシノウエトタテグモの巣はなかなか発見しづらいため、キノコが出現したことで初めてクモの存在に気が付くという場合がある。
トタテグモの仲間は、他のクモが二齡虫で行なうバルーニングを行なわない。そのため、オキナワトタテグモは沖縄本島とその周辺諸島で固有種が分化していると考えられている。
2018年4月、オーストラリアのカーティン大学のLeanda Masonは世界最高齢とされるクモが43歳で死んだと発表した。「ナンバー16」と名付けられた雌のトタテグモで、西オーストラリア州で1974年から観察されていた。

## 分類
- Antrodiaetidae カネコトタテグモ科
  - カネコトタテグモ
  - エゾトタテグモ

- Ctenizidae トタテグモ科
  - Latouchia swinhoei
    - オキナワトタテグモ Latouchia swinhoei swinhoei
    - キシノウエトタテグモ Latouchia swinhoei typica

  - キノボリトタテグモ